# Éliminatoires du Championnat d'Europe féminin de football 2022
Navigation
Édition précédente Édition suivante
Les éliminatoires du Championnat d'Europe féminin de football 2022 se déroulent du 29 août 2019 au 13 avril 2021 et qualifient quinze des seize équipes participantes à la phase finale de l'Euro 2022, qui se déroule en Angleterre en juillet 2022, l'équipe anglaise étant quant à elle qualifiée d'office.
Cette édition marque un nombre record d'inscrits pour les éliminatoires (47 équipes), notamment Chypre qui participe pour la première fois à une compétition féminine et le Kosovo qui dispute les éliminatoires pour la première fois également.

## Organisation

### Programme
47 des 55 nations membres de l'UEFA se disputent 15 places qualificatives. 
Non-participants : Andorre, Arménie, Bulgarie, Gibraltar, Liechtenstein, Luxembourg et Saint-Marin
En tant que pays hôte, l'Angleterre est qualifiée d'office.
- La phase de groupes (du 29 août 2019 au 24 février 2021) concerne 47 équipes réparties en 2 groupes de 6 et 7 groupes de 5, et se déroule suivant la formule championnat à matchs aller et retour. Les premières de chaque groupe ainsi que les 3 meilleures deuxièmes se qualifient pour la phase finale.

- Des barrages (du 5 au 13 avril 2021) à élimination directe en matchs aller et retour concernent les six autres deuxièmes pour l'obtention des trois places qualificatives restantes pour la phase finale.

### Chapeaux
En vue du tirage au sort, les équipes sont réparties dans cinq chapeaux suivant l'ordre du classement du Coefficient UEFA. Les neuf groupes sont alors constitués d'une équipe de tirée de chaque pot.
| Pot 1 | Pot 2 | Pot 3 | Pot 4 | Pot 5 |
| --- | --- | --- | --- | --- |
| France (40,775) Allemagne (40,405) Pays-Bas (40,003) Espagne (39,181) Suède (36,608) Norvège (36,060) Suisse (35,481) Écosse (35,237) Italie (34,741) | Autriche (33,503) Danemark (32,935) Islande (32,012) Belgique (32,007) Russie (28,187) Pays de Galles (28,042) Ukraine (27,260) Finlande (25,907) Tchéquie (25,007) | Portugal (25,002) République d'Irlande (24,617) Pologne (23,712) Roumanie (22,432) Serbie (19,846) Slovénie (18,207) Hongrie (17,601) Bosnie-Herzégovine (17,056) Biélorussie (16,361) | Turquie (16,142) Slovaquie (16,046) Croatie (15,921) Irlande du Nord (14,966) Grèce (14,868) Israël (12,771) Kazakhstan (12,453) Albanie (10,899) Moldavie (8,237) | Îles Féroé (7,777) Malte (7,556) Macédoine du Nord (7,242) Estonie (7,225) Monténégro (7,106) Géorgie (6,500) Lettonie (5,702) Lituanie (4,973) Azerbaïdjan (0,000) Chypre (0,000) Kosovo (0,000) |

### Règlement
Le règlement est celui de l'UEFA relatif à cette compétition, des éliminatoires à la phase finale :
- une victoire compte pour 3 points,
- un match nul 1 point,
- une défaite 0 point.

En cas d'égalité de points entre équipes, celles-ci sont classées suivant les critères, dans l'ordre : 
1. Plus grand nombre de points obtenus dans les matchs disputés entre les équipes concernées ;
2. Meilleure différence de buts dans les matchs disputés entre les équipes concernées ;
3. Plus grand nombre de buts marqués lors des matchs disputés entre les équipes concernées ;
4. Plus grand nombre de buts marqués à l’extérieur dans les matchs disputés entre les équipes concernées ;

Si éventuellement il reste une égalité partielle, ces critères sont à nouveau appliqués aux équipes restantes concernées. Si l'égalité persiste, le classement et le départage s'effectuent suivant :
1. Meilleure différence de buts dans tous les matchs du groupe ;
2. Plus grand nombre de buts marqués dans tous les matchs du groupe ;
3. Plus grand nombre de buts marqués à l’extérieur dans tous les matchs du groupe ;
4. Plus petit nombre de points disciplinaires dans tous les matchs du groupe (1 point par carton jaune, 3 points par carton rouge) ;
5. Position dans le classement par coefficient des équipes nationales féminines de l’UEFA utilisée pour le tirage au sort des éliminatoires

### Tirage au sort
Le tirage au sort a eu lieu le 21 février 2019 à la Maison du football européen à Nyon en Suisse.
|       | Groupe A | Groupe B           | Groupe C        | Groupe D    | Groupe E | Groupe F  | Groupe G          | Groupe H | Groupe I             |
| ----- | -------- | ------------------ | --------------- | ----------- | -------- | --------- | ----------------- | -------- | -------------------- |
| Pot 1 | Pays-Bas | Italie             | Norvège         | Espagne     | Écosse   | Suède     | France            | Suisse   | Allemagne            |
| Pot 2 | Russie   | Danemark           | Pays de Galles  | Tchéquie    | Finlande | Islande   | Autriche          | Belgique | Ukraine              |
| Pot 3 | Slovénie | Bosnie-Herzégovine | Biélorussie     | Pologne     | Portugal | Hongrie   | Serbie            | Roumanie | République d'Irlande |
| Pot 4 | Turquie  | Israël             | Irlande du Nord | Moldavie    | Albanie  | Slovaquie | Kazakhstan        | Croatie  | Grèce                |
| Pot 5 | Kosovo   | Malte              | Îles Féroé      | Azerbaïdjan | Chypre   | Lettonie  | Macédoine du Nord | Lituanie | Monténégro           |
| Pot 5 | Estonie  | Géorgie            |                 |             |          |           |                   |          |                      |

## Groupes

### Groupe A
| Rang | Équipe   | Pts | J  | G  | N | P | Bp | Bc | Diff |  | Résultats (▼ dom., ► ext.) |     |     |     |     |     |     |
| ---- | -------- | --- | -- | -- | - | - | -- | -- | ---- |  | -------------------------- | --- | --- | --- | --- | --- | --- |
| 1    | Pays-Bas | 30  | 10 | 10 | 0 | 0 | 49 | 3  | +46  |  | Pays-Bas                   |     | 2-0 | 4-1 | 6-0 | 3-0 | 7-0 |
| 2    | Russie   | 24  | 10 | 8  | 0 | 2 | 23 | 6  | +17  |  | Russie                     | 0-1 |     | 1-0 | 3-0 | 4-2 | 4-0 |
| 3    | Slovénie | 18  | 10 | 6  | 0 | 4 | 31 | 12 | +19  |  | Slovénie                   | 2-4 | 0-1 |     | 5-0 | 3-1 | 2-0 |
| 4    | Kosovo   | 10  | 10 | 3  | 1 | 6 | 6  | 29 | -23  |  | Kosovo                     | 0-6 | 0-5 | 0-3 |     | 2-0 | 2-0 |
| 5    | Turquie  | 5   | 10 | 1  | 2 | 7 | 9  | 28 | -19  |  | Turquie                    | 0-8 | 1-2 | 1-6 | 0-0 |     | 0-0 |
| 6    | Estonie  | 1   | 10 | 0  | 1 | 9 | 1  | 40 | -39  |  | Estonie                    | 0-7 | 0-3 | 0-9 | 1-2 | 0-4 |     |

### Groupe B
| Rang | Équipe             | Pts | J  | G | N | P  | Bp | Bc | Diff |  | Résultats (▼ dom., ► ext.) |     |     |     |     |      |      |
| ---- | ------------------ | --- | -- | - | - | -- | -- | -- | ---- |  | -------------------------- | --- | --- | --- | --- | ---- | ---- |
| 1    | Danemark           | 28  | 10 | 9 | 1 | 0  | 48 | 1  | +47  |  | Danemark                   |     | 0-0 | 2-0 | 8-0 | 4-0  | 14-0 |
| 2    | Italie             | 25  | 10 | 8 | 1 | 1  | 37 | 5  | +32  |  | Italie                     | 1-3 |     | 2-0 | 5-0 | 12-0 | 6-0  |
| 3    | Bosnie-Herzégovine | 18  | 10 | 6 | 0 | 4  | 19 | 17 | +2   |  | Bosnie-Herzégovine         | 0-4 | 0-5 |     | 2-0 | 1-0  | 7-1  |
| 4    | Malte              | 10  | 10 | 3 | 1 | 6  | 11 | 30 | -19  |  | Malte                      | 0-8 | 0-2 | 2-3 |     | 1-1  | 2-1  |
| 5    | Israël             | 7   | 10 | 2 | 1 | 7  | 10 | 30 | -20  |  | Israël                     | 0-3 | 2-3 | 1-3 | 0-2 |      | 4-0  |
| 6    | Géorgie            | 0   | 10 | 0 | 0 | 10 | 3  | 45 | -42  |  | Géorgie                    | 0-2 | 0-1 | 0-3 | 0-4 | 1-2  |      |

### Groupe C
| Rang | Équipe          | Pts | J | G | N | P | Bp | Bc | Diff |  | Résultats (▼ dom., ► ext.) |      |     |     |     |     |
| ---- | --------------- | --- | - | - | - | - | -- | -- | ---- |  | -------------------------- | ---- | --- | --- | --- | --- |
| 1    | Norvège         | 18  | 6 | 6 | 0 | 0 | 34 | 1  | +33  |  | Norvège                    |      | 6-0 | 1-0 | -   | -   |
| 2    | Irlande du Nord | 14  | 8 | 4 | 2 | 2 | 17 | 17 | 0    |  | Irlande du Nord            | 0-6  |     | 0-0 | 3-2 | 5-1 |
| 3    | Pays de Galles  | 14  | 8 | 4 | 2 | 2 | 16 | 4  | +12  |  | Pays de Galles             | 0-1  | 2-2 |     | 3-0 | 4-0 |
| 4    | Biélorussie     | 6   | 7 | 2 | 0 | 5 | 11 | 15 | -4   |  | Biélorussie                | 1-7  | 0-1 | 0-1 |     | 6-0 |
| 5    | Îles Féroé      | 0   | 7 | 0 | 0 | 7 | 1  | 42 | -41  |  | Îles Féroé                 | 0-13 | 0-6 | 0-6 | 0-2 |     |

### Groupe D
| Rang | Équipe      | Pts | J | G | N | P | Bp | Bc | Diff |  | Résultats (▼ dom., ► ext.) |      |     |     |     |      |
| ---- | ----------- | --- | - | - | - | - | -- | -- | ---- |  | -------------------------- | ---- | --- | --- | --- | ---- |
| 1    | Espagne     | 22  | 8 | 7 | 1 | 0 | 48 | 1  | +47  |  | Espagne                    |      | 4-0 | 3-0 | 4-0 | 10-0 |
| 2    | Tchéquie    | 16  | 8 | 5 | 1 | 2 | 24 | 9  | +15  |  | Tchéquie                   | 1-5  |     | 0-0 | 3-0 | 7-0  |
| 3    | Pologne     | 14  | 8 | 4 | 2 | 2 | 16 | 5  | +11  |  | Pologne                    | 0-0  | 0-2 |     | 3-0 | 5-0  |
| 4    | Azerbaïdjan | 3   | 8 | 1 | 0 | 7 | 2  | 35 | -33  |  | Azerbaïdjan                | 0-13 | 0-4 | 0-5 |     | 1-0  |
| 5    | Moldavie    | 3   | 8 | 1 | 0 | 7 | 3  | 43 | -40  |  | Moldavie                   | 0-9  | 0-7 | 0-3 | 3-1 |      |

### Groupe E
| Rang | Équipe   | Pts | J | G | N | P | Bp | Bc | Diff |  | Résultats (▼ dom., ► ext.) |     |     |      |     |     |
| ---- | -------- | --- | - | - | - | - | -- | -- | ---- |  | -------------------------- | --- | --- | ---- | --- | --- |
| 1    | Finlande | 22  | 8 | 7 | 1 | 0 | 24 | 2  | +22  |  | Finlande                   |     | 1-0 | 1-0  | 8-1 | 4-0 |
| 2    | Portugal | 19  | 8 | 6 | 1 | 1 | 10 | 2  | +8   |  | Portugal                   | 1-1 |     | 1-0  | 1-0 | 1-0 |
| 3    | Écosse   | 12  | 8 | 4 | 0 | 4 | 26 | 5  | +21  |  | Écosse                     | 0-1 | 0-2 |      | 3-0 | 8-0 |
| 4    | Albanie  | 6   | 8 | 2 | 0 | 6 | 7  | 21 | -14  |  | Albanie                    | 0-3 | 0-1 | 0-5  |     | 4-0 |
| 5    | Chypre   | 0   | 8 | 0 | 0 | 8 | 0  | 37 | -37  |  | Chypre                     | 0-5 | 0-3 | 0-10 | 0-2 |     |

### Groupe F
| Rang | Équipe    | Pts | J | G | N | P | Bp | Bc | Diff |  | Résultats (▼ dom., ► ext.) |     |     |     |     |     |
| ---- | --------- | --- | - | - | - | - | -- | -- | ---- |  | -------------------------- | --- | --- | --- | --- | --- |
| 1    | Suède     | 22  | 8 | 7 | 1 | 0 | 40 | 2  | +38  |  | Suède                      |     | 2-0 | 7-0 | 8-0 | 7-0 |
| 2    | Islande   | 19  | 8 | 6 | 1 | 1 | 25 | 5  | +20  |  | Islande                    | 1-1 |     | 1-0 | 4-1 | 9-0 |
| 3    | Slovaquie | 10  | 8 | 3 | 1 | 4 | 7  | 19 | -12  |  | Slovaquie                  | 0-6 | 1-3 |     | 0-0 | 2-0 |
| 4    | Hongrie   | 7   | 8 | 2 | 1 | 5 | 11 | 20 | -9   |  | Hongrie                    | 0-5 | 0-1 | 1-2 |     | 4-0 |
| 5    | Lettonie  | 0   | 8 | 0 | 0 | 8 | 2  | 39 | -37  |  | Lettonie                   | 1-4 | 0-6 | 1-2 | 0-5 |     |

### Groupe G
| Rang | Équipe            | Pts | J | G | N | P | Bp | Bc | Diff |  | Résultats (▼ dom., ► ext.) |     |     |     |      |      |
| ---- | ----------------- | --- | - | - | - | - | -- | -- | ---- |  | -------------------------- | --- | --- | --- | ---- | ---- |
| 1    | France            | 22  | 8 | 7 | 1 | 0 | 44 | 0  | +44  |  | France                     |     | 3-0 | 6-0 | 11-0 | 12-0 |
| 2    | Autriche          | 19  | 8 | 6 | 1 | 1 | 22 | 3  | +19  |  | Autriche                   | 0-0 |     | 1-0 | 3-0  | 9-0  |
| 3    | Serbie            | 12  | 8 | 4 | 0 | 4 | 21 | 12 | +9   |  | Serbie                     | 0-2 | 0-1 |     | 8-1  | 4-1  |
| 4    | Macédoine du Nord | 6   | 8 | 2 | 0 | 6 | 8  | 39 | -31  |  | Macédoine du Nord          | 0-7 | 0-3 | 0-6 |      | 4-1  |
| 5    | Kazakhstan        | 0   | 8 | 0 | 0 | 8 | 2  | 43 | -41  |  | Kazakhstan                 | 0-3 | 0-5 | 0-3 | 0-3  |      |

### Groupe H
| Rang | Équipe   | Pts | J | G | N | P | Bp | Bc | Diff |  | Résultats (▼ dom., ► ext.) |     |     |     |     |     |
| ---- | -------- | --- | - | - | - | - | -- | -- | ---- |  | -------------------------- | --- | --- | --- | --- | --- |
| 1    | Belgique | 21  | 8 | 7 | 0 | 1 | 37 | 5  | +32  |  | Belgique                   |     | 4-0 | 6-1 | 6-1 | 6-0 |
| 2    | Suisse   | 19  | 8 | 6 | 1 | 1 | 20 | 6  | +14  |  | Suisse                     | 2-1 |     | 6-0 | 2-0 | 4-0 |
| 3    | Roumanie | 12  | 8 | 4 | 0 | 4 | 13 | 16 | -3   |  | Roumanie                   | 0-1 | 0-2 |     | 4-1 | 3-0 |
| 4    | Croatie  | 7   | 8 | 2 | 1 | 5 | 7  | 19 | -12  |  | Croatie                    | 1-4 | 1-1 | 0-1 |     | 1-0 |
| 5    | Lituanie | 0   | 8 | 0 | 0 | 8 | 1  | 32 | -31  |  | Lituanie                   | 0-9 | 0-3 | 0-4 | 1-2 |     |

### Groupe I
| Rang | Équipe               | Pts | J | G | N | P | Bp | Bc | Diff |  | Résultats (▼ dom., ► ext.) |     |     |     |     |      |
| ---- | -------------------- | --- | - | - | - | - | -- | -- | ---- |  | -------------------------- | --- | --- | --- | --- | ---- |
| 1    | Allemagne            | 24  | 8 | 8 | 0 | 0 | 46 | 1  | +45  |  | Allemagne                  |     | 8-0 | 3-0 | 6-0 | 10-0 |
| 2    | Ukraine              | 15  | 8 | 5 | 0 | 3 | 16 | 21 | -5   |  | Ukraine                    | 0-8 |     | 1-0 | 4-0 | 2-1  |
| 3    | République d'Irlande | 13  | 8 | 4 | 1 | 3 | 11 | 10 | +1   |  | République d'Irlande       | 1-3 | 3-2 |     | 1-0 | 2-0  |
| 4    | Grèce                | 7   | 8 | 2 | 1 | 5 | 6  | 21 | -15  |  | Grèce                      | 0-5 | 0-4 | 1-1 |     | 1-0  |
| 5    | Monténégro           | 0   | 8 | 0 | 0 | 8 | 2  | 28 | -26  |  | Monténégro                 | 0-3 | 1-3 | 0-3 | 0-4 |      |

### Classement des deuxièmes
Le classement comparatif des deuxièmes de groupe ne prend pas en compte les résultats obtenus contre le sixième du groupe (cela ne concerne que les groupes 1 et 2, les seuls à comprendre six équipes). Il est établi suivant :
1. Plus grand nombre de points obtenus ;
2. Meilleure différence de buts ;
3. Plus grand nombre de buts marqués ;
4. Plus grand nombre de buts marqués à l’extérieur ;
5. Plus petit nombre de points disciplinaires dans tous les matchs (1 point par carton jaune, 3 points par carton rouge) ;
6. Position dans le classement par coefficient des équipes nationales féminines de l’UEFA utilisé pour le tirage au sort des éliminatoires

- Les trois premières équipes de ce classement sont directement qualifiées pour la phase finale.
- Les six autres équipes disputent les barrages.

| Rang | Équipe                     | Pts | J | G | N | P | Bp | Bc | Diff |
| ---- | -------------------------- | --- | - | - | - | - | -- | -- | ---- |
| 1    | Italie (groupe B)          | 19  | 8 | 6 | 1 | 1 | 30 | 5  | +25  |
| 2    | Islande (groupe F)         | 19  | 8 | 6 | 1 | 1 | 25 | 5  | +20  |
| 3    | Autriche (groupe G)        | 19  | 8 | 6 | 1 | 1 | 22 | 3  | +19  |
| 4    | Suisse (groupe H)          | 19  | 8 | 6 | 1 | 1 | 20 | 6  | +14  |
| 5    | Portugal (groupe E)        | 19  | 8 | 6 | 1 | 1 | 10 | 2  | +8   |
| 6    | Russie (groupe A)          | 18  | 8 | 6 | 0 | 2 | 16 | 6  | +10  |
| 7    | Tchéquie (groupe D)        | 16  | 8 | 5 | 1 | 2 | 24 | 9  | +15  |
| 8    | Ukraine (groupe I)         | 15  | 8 | 5 | 0 | 3 | 16 | 21 | -5   |
| 9    | Irlande du Nord (groupe C) | 14  | 8 | 4 | 2 | 2 | 17 | 17 | 0    |

## Barrages
Les deuxièmes de groupe classées au delà de la troisième place du classement comparatif (voir ci-dessus) s'affrontent en matchs aller-retour à élimination directe pour l'obtention des trois dernières places en phase finale.
| Équipe   | Aller | Total             | Retour | Équipe          |
| -------- | ----- | ----------------- | ------ | --------------- |
| Ukraine  | 1 - 2 | 1 - 4             | 0 - 2  | Irlande du Nord |
| Portugal | 0 - 1 | 0 - 1             | 0 - 0  | Russie*         |
| Tchéquie | 1 - 1 | 2 - 2 (tab 2 - 3) | 1 - 1  | Suisse          |

- Initialement qualifiée, la Russie est suspendue en février 2022 par l'UEFA en raison de l'invasion de l'Ukraine puis exclue de la compétition. Le 2 mai 2022, le Portugal, que la Russie avait éliminé lors de ces barrages, est officiellement repêché pour remplacer la Russie en phase finale.

## Liste des qualifiés
| Équipe          | Raison                                                                   | Date de qualification |
| --------------- | ------------------------------------------------------------------------ | --------------------- |
| Angleterre      | Pays hôte                                                                | 3 décembre 2018       |
| Pays-Bas        | Éliminatoires, groupe A - 1re place                                      | 23 octobre 2020       |
| Danemark        | Éliminatoires, groupe B - 1re place                                      | 27 octobre 2020       |
| Norvège         | Éliminatoires, groupe C - 1re place                                      | 27 octobre 2020       |
| Espagne         | Éliminatoires, groupe D - 1re place                                      | 18 février 2021       |
| Finlande        | Éliminatoires, groupe E - 1re place                                      | 19 février 2021       |
| Suède           | Éliminatoires, groupe F - 1re place                                      | 27 octobre 2020       |
| France          | Éliminatoires, groupe G - 1re place                                      | 27 novembre 2020      |
| Belgique        | Éliminatoires, groupe H - 1re place                                      | 1er décembre 2020     |
| Allemagne       | Éliminatoires, groupe I - 1re place                                      | 23 octobre 2020       |
| Islande         | Parmi les meilleurs deuxièmes                                            | 1er décembre 2020     |
| Autriche        | Parmi les meilleurs deuxièmes                                            | 23 février 2021       |
| Italie          | Parmi les meilleurs deuxièmes                                            | 24 février 2021       |
| Irlande du Nord | Barrages                                                                 | 13 avril 2021         |
| Russie          | Barrages                                                                 | 13 avril 2021         |
| Portugal        | Repêchage (remplace son vainqueur en barrages, la Russie qui est exclue) | 2 mai 2022            |
| Suisse          | Barrages                                                                 | 13 avril 2021         |